# 盛岡南公園
盛岡南公園（もりおかみなみこうえん）は、岩手県盛岡市永井7地割16-2にある総合公園である。1998年開場。

## 施設
- 球技場・いわぎんスタジアム（2面）（Aコートはいわてグルージャ盛岡の本拠地）
- スケートボードパーク
- 多目的広場
- いわて盛岡ボールパーク（2023年竣工[1]。プロ野球一軍公式戦の開催も可能な2万人収容規模の野球場[2]）

## 整備計画
- 同公園の周辺に産業用の土地を建設する計画があり[3]、周辺の東北自動車道盛岡南インターチェンジや、日本貨物鉄道盛岡貨物ターミナル駅に近いこともあり、約5445人の雇用、91億円程度の市税増収と、盛岡市周辺の経済波及効果約577億円余が見込まれているとされる[4]。